# Changes (альбом Джастина Бибера)
Changes — пятый студийный альбом канадского певца Джастина Бибера. Релиз состоялся 14 февраля 2020 года на лейбле Def Jam Recordings.

## Об альбоме
27 октября 2019 года Бибер объявил, что он выпустит свой предстоящий студийный альбом ещё до Рождества, если его пост в Instagram получит 20 миллионов лайков.
Однако с тех пор это сообщение было удалено, а выпуск альбома был впоследствии отложен. Вместо этого певец в канун Рождества 2019 года объявил о выходе лид-сингла альбома «Yummy», даты его тура и загрузил трейлер альбома на YouTube.
Первый сингл «Yummy» был выпущен 3 января 2020 года и попал в десятку лучших хитов топ-10 во многих странах мира, дебютировав на втором месте в американском хит-параде Billboard Hot 100. Название альбома и его обложка были представлены публике 28 января 2020 года. Анонс сопровождался выпуском рекламного промосингла «Get Me» с участием американской певицы Кейлани. Второй официальный сингл «Intentions» с участием американского рэпера Quavo был издан 7 февраля 2020 года.

## Отзывы
| Совокупная оценка | Совокупная оценка |
| Источник          | Оценка            |
| ----------------- | ----------------- |
| AnyDecentMusic?   | 5.5/10            |
| Metacritic        | 57/100            |
| Оценки критиков   |                   |
| Источник          | Оценка            |
| AllMusic          | [ 13 ]            |
| Clash             | 5/10              |
| Evening Standard  | [ 15 ]            |
| The Guardian      | [ 16 ]            |
| The Independent   | [ 17 ]            |
| NME               | [ 18 ]            |
| Pitchfork         | 4.5/10            |
| Rolling Stone     | [ 20 ]            |
| Sputnikmusic      | 3/5               |
| The Times         | [ 22 ]            |

Альбом получил смешанные отзывы музыкальной критики и интернет-изданий. На сайте Metacritic по данным 7 рецензий было дано 58 баллов из 100, что означает «смешанные или средние отзывы».
Среди отзывов Джон Караманика из газеты The New York Times («тонально крутой R&B-альбом», «медитативный и в значительной степени впечатляющий», особо отмечен его «приглушенный» R&B звук), Микаэль Вуд из газеты The Los Angeles Times («сдержанный набор нежных электро-R&B джемов»), Джереми Хеллигар из журнала Variety («безостановочная романтика спальни не оставляет много места для исследования демонов или выражения радости», «голос Бибера и продакшн безупречны», «но в альбоме есть что-то безвоздушное»; Хеллигар также нашёл звуковое сходство Changes с альбомом Арианы Гранде, Thank U, Next (альбом)), Кортни Ларокка и Кэлли Алгрим из издания Insider (отметили чистоту голоса, но раскритиковали лирику), Эмма Гарланд из журнала Vice («каждый трек построен на простом ритме, в пользу утончённых мелодий и большого количества повторений, которые в спокойном темпе дают возможность ими наслаждаться», «формальные аранжировки и блуждающие мелодии»), Ройзин О’Коннор из газеты The Independent («это не столько альбом, который заставил бы вас задуматься о том, чтобы выключить его; скорее, он омывает вас, в основном обычными ритмами», «он полон смутных банальностей о любви от певца, который еще не вырос»; «ряд песен о его новой жене [Хейли Болдуин] настолько скучен, что он вполне может заявлять о своей любви к бытовому прибору»), Ханна Милреа из журнала NME («разочаровывающее возвращение от музыканта, создавшего немало настоящих хитов»), Дэвид Смит из газеты Evening Standard (он выразил разочарование по поводу содержания альбома, но похвалил его продакшн: «На самом деле, его [Бибера] подход на этот раз настолько целеустремлен, что кажется, что она [жена] его единственная целевая аудитория», и поэтому аудитория фанов Бибера в его туре «будет ошеломлена неизменным, спокойным лаунж-темпом нового материала, мягким тикающим ритмом и отсутствием запоминающихся припевов»), Ник Роузблейд из журнала Clash («альбом не волнующий и не динамичный»), Алим Херадж из журнала Nylon («альбом служит примером того, насколько Бибер стал отстраненным и незаинтересованным», «альбом подражает началу 2000-х», «не хватает эмоциональной зрелости»).

## Коммерческий успех
Changes дебютировал на первом месте американского хит-парада Billboard 200 с тиражом 231,000 альбомных эквивалентных единиц, включая 126,000 копий альбома. Это седьмой чарттоппер Бибера. Также альбом сразу попал на первое место в канадском хит-параде Canadian Albums Chart и в британском чарте UK Albums Chart, где стал вторым для певца диском на вершине хит-парада.

## Список композиций
Альбом включает 17 треков.
| №                   | Название                                      | Автор(ы) | Продюсеры                                 | Длительность |
| ------------------- | --------------------------------------------- | --- | ----------------------------------------- | ------------ |
| 1.                  | «All Around Me»                               | Джастин Бибер Jason "Poo Bear" Boyd Sasha Sirota | Poo Bear Sirota                           | 2:16         |
| 2.                  | «Habitual»                                    | Бибер J. Boyd Marco Masis Joshua Gudwin | Poo Bear Gudwin Tainy                     | 2:48         |
| 3.                  | «Come Around Me»                              | Бибер J. Boyd Dominic Jordan Jimmy Giannos | Poo Bear The Audibles                     | 3:20         |
| 4.                  | «Intentions» (при участии Quavo)              | Джастин Бибер Квейвиус Маршалл Jason «Poo Bear» Boyd Dominic Jordan Jimmy Giannos                                                                      | Poo Bear The Audibles                     | 3:32         |
| 5.                  | «Yummy»                                       | Бибер Ashley Boyd J. Boyd Daniel Hackett Sasha Sitora                                                                                                  | Poo Bear Kid Culture Sitora               | 3:28         |
| 6.                  | «Available»                                   | Бибер J. Boyd Bernard Harvey Javelle McGee A. Boyd Derrick Milano                                                                                      | Harv Pierre Poo Bear                      | 3:15         |
| 7.                  | «Forever» (при участии Post Malone и Clever)  | Бибер Austin Post Joshua Huie J. Boyd Louis Bell Harvey Ali Darwish Billy Walsh                                                                        | Harv Poo Bear                             | 3:39         |
| 8.                  | «Running Over» (при участии Lil Dicky)        | Бибер David Burd J. Boyd Jordan Giannos | Poo Bear The Audibles Laxcity             | 2:59         |
| 9.                  | «Take It Out on Me»                           | Бибер J. Boyd Daniel Hackett Majid Al Maskati Maneesh Bidave Benjamin Bush Daniel Daley Stephen Ellis Garrett Anthony Paul Jefferies Timothy Z. Mosley | Poo Bear Kid Culture                      | 2:58         |
| 10.                 | «Second Emotion» (при участии Трэвиса Скотта) | Бибер Жак Уэбстер J. Boyd Jordan Giannos | Poo Bear The Audibles Dean                | 3:22         |
| 11.                 | «Get Me» (при участии Кейлани)                | Бибер Кейлани Пэрриш Anderson Hernandez J. Boyd Jun Ha Kim Мэтью Самуэльс                                                                              | Boi-1da Cvre Jahaan Sweet Poo Bear Vinylz | 3:05         |
| 12.                 | «E.T.A»                                       | Бибер J. Boyd Philip Beaudreau Tom Strahle Joshua Gudwin                                                                                               | Poo Bear Gudwin Beaudreau Strahle         | 2:56         |
| 13.                 | «Changes»                                     | Бибер J. Boyd Nasri Atweh Adam Messinger | Poo Bear The Messengers                   | 2:15         |
| 14.                 | «Confirmation»                                | Бибер J. Boyd Moses Ayo Samuels Olaniyi Michael Akinkunmi                                                                                              | Poo Bear Sons of Sonix                    | 2:50         |
| 15.                 | «That's What Love Is»                         | Бибер J. Boyd Sirota Courtney Sills | Poo Bear Sirota                           | 2:45         |
| 16.                 | «At Least for Now»                            | Бибер J. Boyd Joshua Williams Harvey | Poo Bear Harv Williams                    | 2:29         |
| Общая длительность: | Общая длительность:                           | Общая длительность: | Общая длительность:                       | 47:56        |

| №                   | Название                                        | Автор(ы)                                    | Продюсеры                   | Длительность |
| ------------------- | ----------------------------------------------- | ------------------------------------------- | --------------------------- | ------------ |
| 17.                 | «Yummy (Summer Walker Remix)» (с Summer Walker) | Бибер Walker J. Boyd Hackett A. Boyd Sitora | Poo Bear Kid Culture Sirota | 3:29         |
| Общая длительность: | Общая длительность:                             | Общая длительность:                         | Общая длительность:         | 51:25        |

| №                   | Название                    | Режиссёр            | Длительность |
| ------------------- | --------------------------- | ------------------- | ------------ |
| 1.                  | «Yummy» (музыкальное видео) | Bardia Zeinali      | 3:50         |
| 2.                  | «Yummy» (лирик-видео)       |                     | 3:23         |
| Общая длительность: | Общая длительность:         | Общая длительность: | 7:13         |

## Чарты
| Чарт (2020)                         | Высшая позиция |
| ----------------------------------- | -------------- |
| Австралия (ARIA)                    | 2              |
| Австрия (Ö3 Austria)                | 2              |
| Бельгия/Фландрия (Ultratop)         | 3              |
| Бельгия/Валлония (Ultratop)         | 5              |
| Канада (Canadian Albums Chart)      | 1              |
| Чехия (ČNS IFPI)                    | 1              |
| Дания (Hitlisten)                   | 3              |
| Нидерланды (Album Top 100)          | 1              |
| Estonian Albums (Eesti Ekspress)    | 1              |
| Финляндия (Suomen virallinen lista) | 5              |
| Франция (SNEP)                      | 9              |
| Германия (Offizielle Top 100)       | 4              |
| Венгрия (MAHASZ)                    | 34             |
| Ирландия (Irish Albums Chart)       | 2              |
| Италия (Classifica album)           | 7              |
| Япония (Oricon)                     | 16             |
| Mexican Albums (AMPROFON)           | 2              |
| Новая Зеландия (RMNZ)               | 2              |
| Норвегия (VG-lista)                 | 2              |
| Польша (ZPAV)                       | 7              |
| Португалия (AFP)                    | 2              |
| Шотландия (Scottish Albums Chart)   | 5              |
| Южная Корея (Gaon)                  | 81             |
| Испания (PROMUSICAE)                | 2              |
| Швеция (Sverigetopplistan)          | 1              |
| Швейцария (Schweizer Hitparade)     | 1              |
| Великобритания (UK Albums Chart)    | 1              |
| США, Billboard 200                  | 1              |
| США, Rolling Stone Top 200          | 1              |

## Сертификации
| Регион | Сертификация | Продажи   |
| --- | ------------ | --------- |
| Канада (Music Canada) | Золотой      | 40 000    |
| Дания (IFPI Danmark) | Платиновый   | 20 000    |
| Новая Зеландия (RMNZ) | Золотой      | 7500      |
| Норвегия (IFPI Norway) | Золотой      | 10 000*   |
| Сингапур (RIAS) | Золотой      | 5000*     |
| Великобритания (BPI) | Серебряный   | 60 000    |
| США (RIAA) | Платиновый   | 1 000 000 |
| Итого |              |           |
| По всему миру(IFPI) | —            | 1,200,000 |
| * Данные о продажах приведены только на основе сертификации. · Данные о продажах + прослушиваниях приведены только на основе сертификации. |              |           |

## История выхода
| Страна | Дата            | Формат                     | Лейбл   | Ссылка        |
| ------ | --------------- | -------------------------- | ------- | ------------- |
| Разные | 14 февраля 2020 | Цифровые загрузки стриминг | Def Jam | [ 73 ]        |
| Разные | 13 марта 2020   | Касcета винил              | Def Jam | [ 74 ] [ 75 ] |